# Settore terziario avanzato
Il settore terziario avanzato, o quaternario, è un concetto che, nella suddivisione classica dell'economia, descrive quella parte del sistema economico basato sul lavoro intellettuale. Si tratta della tecnologia dell'informazione; mass media; ricerca e sviluppo; servizi basati sull'informazione come la generazione e la condivisione di informazioni; e servizi basati sulla conoscenza come consulenza, formazione, pianificazione finanziaria, blogging e progettazione. Nella società moderna esistono ormai intere filiere economiche basate sul “quaternario”, il settore dei servizi informatici legati al web e alle nuove tecnologie nate nei primi anni '90 e che hanno permesso lo sviluppo della new economy a partire dagli anni 2000. Altre definizioni descrivono il settore quaternario come puri servizi. Ciò può consistere nell'industria dell'intrattenimento e nel governo. Questo può essere classificato in un ulteriore settore quinario.

## Descrizione
Il termine deriva dalla legge dei tre settori, in cui il settore primario produce materie prime utilizzate dal settore secondario per produrre beni, che vengono poi distribuiti ai consumatori dal settore terziario. Contrariamente a questa sequenza implicita, tuttavia, il settore quaternario non trasforma la produzione del settore terziario. Ha solo collegamenti limitati e indiretti con l’economia industriale caratterizzata dalla legge a tre settori. In un’economia moderna, la generazione, l’analisi e la diffusione delle informazioni sono abbastanza importanti da giustificare un settore separato, piuttosto che considerarli una sotto-categoria del terziario. 
Altro interessante motivo per definire il quaternario come settore a sé risiede nel fatto che la percentuale del quaternario sugli altri settori produttivi consente di determinare il grado di sviluppo economico di un paese e le sue prospettive future, anche se la distinzione tra terziario e terziario avanzato era un primo tentativo di distinguere i servizi a basso valore aggiunto da quelli ad alto valore aggiunto. Questa distinzione, dapprima interna al terziario, è sempre più evidente e chiara, in paesi ben sviluppati, perché il terziario avanzato richiede una forza lavoro diversa dalle altre, con potenti competenze semantiche e di manipolazione simbolica, al punto che a definire l'identità di questo settore è probabilmente più il lavoratore, il quale diviene strumento di lavoro in sé, che la filiera produttiva o di servizi in cui è inserito.
Robert Reich propone infatti una ripartizione dei lavoratori non più seguendo la classica partizione economica sopra esposta ma dividendo i lavoratori in “Symbolic Analysts” , seguiti dai lavoratori che applicano processi strutturati e ripetitivi presso aziende, uffici, industrie e una terza categoria di coloro che offrono servizi alla persona in ristoranti, alberghi, ospedali, centri commerciali.
Gli investimenti nel settore quaternario servono normalmente a garantire ulteriore espansione economica, e spesso offrono un supporto di livello alto, di metalivello.
In Inghilterra i settori terziario e quaternario insieme rappresentano la maggior parte dell'economia, impiegando il 2/3 della forza lavoro.